# Tominanga sanguicauda
Tominanga sanguicauda là một loài cá thuộc họ Atherinidae. Nó là loài đặc hữu của Indonesia.